# مایکل پتکی
مایکل پتکی (انگلیسی: Michael Pataki؛ ۱۶ ژانویهٔ ۱۹۳۸ – ۱۵ آوریل ۲۰۱۰) یک هنرپیشه اهل ایالات متحده آمریکا بود. وی بین سال‌های ۱۹۵۸ تا ۲۰۱۰ میلادی فعالیت می‌کرد.

## گزیده فیلمشناسی
از فیلم‌ها یا برنامه‌های تلویزیونی که وی در آن نقش داشته‌است می‌توان به آثار زیر اشاره کرد.
- شیرهای جوان (فیلم ۱۹۵۸) (۱۹۵۸)
- ایزی رایدر (۱۹۶۹)
- نوزاد (فیلم ۱۹۷۳) (۱۹۷۳)
- آوای وحش (فیلم ۱۹۷۶)  (۱۹۷۶)
- فرودگاه ۷۷ (۱۹۷۷)
- مرد عنکبوتی شگفت انگیز (۱۹۷۷)
- مرد عنکبوتی (۱۹۷۷)
- مرد عنکبوتی تلافی می‌کند (۱۹۷۸)
- مرد عنکبوتی: چالش اژدها (۱۹۸۱)
- سیندرلا (فیلم ۱۹۷۷)  (۱۹۷۷)
- دزد دریایی (فیلم ۱۹۷۸) (۱۹۷۸)
- شیفت شب (فیلم ۱۹۸۲) (۱۹۸۲)
- راکی ۴ (۱۹۸۵)
- هالووین ۴: بازگشت مایکل مایرز (۱۹۸۸)